# Roomsch-Katholieke Staatspartij
Le Roomsch-Katholieke Staatspartij (en français : « Parti d'État catholique-romain »), abrégé RKSP, est un ancien parti politique catholique néerlandais, fondé le 3 juin 1926 et dissous le 22 décembre 1945. Membre de tous les gouvernements de l'entre-deux-guerres, il est le prédécesseur du Parti populaire catholique (KVP) de l'après-guerre, lui-même prédécesseur de l'Appel chrétien-démocrate (CDA) contemporain.